# 시우아코아틀
시우아코아틀(나와틀어: cihuācōātl [siwaːˈkoːaːtɬ])은 아스텍 제국의 재상으로, 군주 테노치카 틀라토아니 아래의 1인자, 만인지상 일인지하의 위치였다. 
1420년대부터 1525년까지 약 100년간 5명의 시우아코아틀이 있었다.
1. 우에우에 틀라카엘렐친 (1420년대-1487년)
2. 틀릴포톤카친 (1487년-1503년)
3. 틀라카엘렐친 쇼코요틀 (1503년-1520년)
4. 마틀라친카친 (1520년)
5. 틀라코친 (1520년-1525년)